# Pamphobeteus fortis
Pamphobeteus fortis é uma espécie de aranha pertencente à família Theraphosidae (tarântulas).